# جوز المنطقة المدارية الجديدة
جوز المنطقة المدارية الجديدة (الاسم العلمي:Juglans neotropica) هو نوع من النباتات يتبع جنس الجوز من الفصيلة الجوزية.